# Ján Svorada
Ján Svorada (Trenčín, 28 d'agost de 1968) és un ciclista txec, professional entre 1991 i 2005. Nascut a Txecoslovàquia, amb la partició del país el 1993, va esdevenir eslovac, però l'any següent es va nacionalitzar txec. Va destacar per ser un gran esprintador. En el seu palmarès destaquen més de 70 victòries entre elles 11 a les grans voltes.

## Palmarès
- 1989
  - Vencedor de 2 etapes de la Volta a Cuba
- 1990
  - 1r a la Cursa de la Pau i vencedor de 3 etapes
  - Vencedor d'una etapa de la Volta a Eslovàquia
  - Vencedor d'una etapa del Gran Premi Guillem Tell
- 1992
  - Vencedor d'una etapa del Gran Premi del Midi Libre
  - Vencedor d'una etapa del Tour de Romandia
  - Vencedor d'una etapa de la Settimana Ciclistica Bergamasca
- 1993
  -  1r de l'Intergiro al Giro d'Itàlia
- 1994
  - Vencedor de 3 etapes del Giro d'Itàlia
  - Vencedor d'una etapa del Tour de França
  - 1r al Gran Premi del Midi Libre
  - Vencedor d'una etapa del Tour de Romandia
  - Vencedor d'una etapa de la Volta a Andalusia
  - Vencedor d'una etapa del Tour of Britain
- 1995
  - Vencedor d'una etapa del Giro d'Itàlia
  - Vencedor d'una etapa de la Tirrena-Adriàtica
- 1996
  -  Campió de Txèquia en ruta
  - 1r a la Étoile de Bessèges i vencedor de 2 etapes
  - 1r al Gran Premi de Denain
  - Vencedor de 2 etapes de la Tirrena-Adriàtica
  - Vencedor d'una etapa de la Volta a Suïssa
  - Vencedor d'una etapa del Tour del Mediterrani
  - Vencedor d'una etapa del Giro de Sardenya
- 1997
  - Vencedor de 3 etapes de la Volta a Espanya
  - Vencedor de 3 etapes de la Volta a Catalunya
  - Vencedor de 3 etapes de la Settimana Ciclistica Bergamasca
  - Vencedor de 3 etapes de la Étoile de Bessèges
  - Vencedor de 2 etapes de la Volta a Galícia
  - Vencedor d'una etapa de la Volta a Portugal
  - Vencedor d'una etapa del Giro de Sardenya
- 1998
  -  Campió de Txèquia en ruta
  - 1r al Memorial Rik van Steenbergen
  - 1r a la First Union Classic
  - Vencedor d'una etapa del Giro d'Itàlia
  - Vencedor d'una etapa de la Tirrena-Adriàtica
  - Vencedor de 2 etapes de la Volta a Portugal
  - Vencedor d'una etapa dels Quatre dies de Dunkerque
  - Vencedor d'una etapa de la Settimana Ciclistica Bergamasca
- 1999
  - 1r a la Clàssica d'Almeria
  - Vencedor d'una etapa de la Tirrena-Adriàtica
  - Vencedor d'una etapa de la Volta a Múrcia
  - Vencedor d'una etapa de la Setmana Ciclista Lombarda
- 2000
  - Vencedor d'una etapa del Giro d'Itàlia
  - Vencedor d'una etapa de la Tirrena-Adriàtica
  - Vencedor d'una etapa del Giro del Trentino
- 2001
  - 1r a la Ronde van Pijnacker
  - Vencedor d'una etapa del Giro d'Itàlia
  - Vencedor d'una etapa dels Quatre dies de Dunkerque
  - Vencedor d'una etapa del Gran Premi del Midi Libre
- 2002
  - Vencedor de 2 etapes de la Volta a Bèlgica
  - Vencedor d'una etapa de la Volta a Múrcia
  - Vencedor de 2 etapes de la Setmana Ciclista Lombarda
- 2003
  - Vencedor d'una etapa de la Volta a Múrcia
  - Vencedor d'una etapa de la Setmana Internacional de Coppi i Bartali
  - Vencedor d'una etapa de la Volta a Rodes
- 2004
  - Vencedor d'una etapa del Tour de Romandia
  - Vencedor d'una etapa del Giro del Trentino
- 2005
  -  Campió de Txèquia en ruta
  - Vencedor d'una etapa del Regio-Tour
  - Vencedor d'una etapa de la Volta a Baviera

### Resultats al Tour de França
- 1993. Abandona
- 1994. 103è de la classificació general. Vencedor d'una etapa
- 1995. Fora de control
- 1996. Abandona
- 1998. Abandona. Vencedor d'una etapa
- 1999. Abandona
- 2001. 129è de la classificació general. Vencedor d'una etapa
- 2002. 131è de la classificació general

### Resultats al Giro d'Itàlia
- 1991. 126è de la classificació general.
- 1992. 122è de la classificació general.
- 1993. 123è de la classificació general.  1r de l'Intergiro
- 1994. Abandona. Vencedor de 3 etapes
- 1995. Abandona. Vencedor d'una etapa
- 1997. Abandona.
- 1999. Abandona.
- 2000. 102è de la classificació general. Vencedor d'una etapa
- 2003. 89è de la classificació general
- 2004. Abandona

### Resultats a la Volta a Espanya
- 1997. 120è de la classificació general. Vencedor de 3 etapes
- 1998. Abandona
- 1999. Abandona
- 2000. Abandona
- 2002. 108è de la classificació general
- 2003. Abandona